# Festival de Glastonbury
El Glastonbury Festival of Contemporary Performing Arts, (en español: Festival de Glastonbury de las Artes Escénicas Contemporáneas) comúnmente abreviado como Glastonbury o incluso Glasto, es un festival de artes escénicas que tiene lugar cerca de Pilton, Somerset (Inglaterra, Reino Unido), conocido por su música contemporánea y también por la danza, comedia, teatro, circo, cabaret y otras artes.
El organizador del festival, Michael Eavis, un agricultor en un valle de Somerset dijo que decidió organizar el primer festival, entonces llamado Festival de Pilton, después de ver un concierto al aire libre de Led Zeppelin en el Festival de blues y música progresiva de Bath de 1970. Después de la década de 1970 el festival se llevó a cabo casi todos los años y creció en tamaño, con el número de asistentes siendo a veces hinchados por colados. Los principales artistas de pop y rock han encabezado con miles de otros apareciendo en escenarios pequeños y áreas de interpretación. El festival también ha dado lugar a películas y álbumes y se reporta extensivamente en la televisión y en periódicos.
El tamaño y la naturaleza del festival, celebrado durante tres o cuatro días al aire libre, con los artistas, equipo y asistentes del festival quedándose en tiendas de campaña, caravanas y autocaravanas, le da gran importancia al clima. Asisten alrededor de 150.000 personas requiriendo una amplia infraestructura en materia de seguridad, transporte, agua y suministro de energía eléctrica. La mayoría del personal son voluntarios, ayudando al festival para recaudar millones de libras para causas benéficas.

## Información general

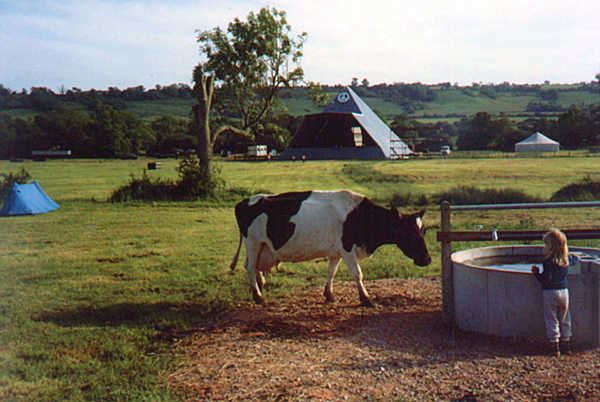
Worthy Farm, una granja de productos lácteos por mayor parte del año, se ve aquí en 1983 con las primeras tiendas de campaña siendo establecidas. Cuando la música comenzó las tiendas de campaña se extendían a mitad de camino al Escenario Pirámide.

El festival fue influido por la ética hippie y el movimiento de festivales gratuitos en la década de 1970, empezando con el Festival de la Isla de Wight, que contó con las actuaciones de The Who, entre otros artistas. Después, el organizador Michael Eavis dijo que decidió organizar el primer festival, después de ver un concierto al aire libre de Led Zeppelin en el Festival de blues y música progresiva de Bath de 1970 en al recinto ferial de Bath and West.  El festival mantiene vestigios de esta tradición, como la zona de Campos Verdes, que incluye el Futuros Verdes y Campamento de la Curación.

## Ubicación
El festival tiene lugar en el Sudoeste de Inglaterra, en Worthy Farm situado entre el pequeño pueblo de Pilton y Pylle, en el condado de Somerset, a unos diez kilómetros al este de la ciudad de Glastonbury, pasado por alto por el Glastonbury Tor en el místico "Valle de Avalon". El área tiene una serie de leyendas y tradiciones espirituales, y es un sitio de interés "Nueva Era", se considera que varias líneas LEY convergen en el Tor. La ciudad más cercana a la sede del festival es Shepton Mallet, tres millas (5 km) al noreste, pero sigue habiendo una interacción entre las personas que exponen estilos de vida alternativos que viven en Glastonbury y el propio festival. La finca está situada entre las carreteras A361 y A37.

Mapa con la ubicación del Festival de Glastonbury en Somerset.

Worthy Farm se encuentra en un valle en el nacimiento del río Whitelake, entre dos crestas de piedra caliza baja, parte del borde sur de las colinas de Mendip. La zona sufrió en el pasado varias inundaciones, aunque después de las inundaciones que se produjeron durante el festival 1997 y 1998, se mejoró el drenaje. Esto no impidió las inundaciones durante el festival de 2005, pero permitió que el agua de la inundación se desvaneciera en cuestión de horas. La rama Highbridge del Tren Conjunto Somerset y Dorset corría por la finca en un terraplén, pero fue desmantelado en 1966 y ahora forma una vía principal a través del sitio. Otra característica destacada es la línea eléctrica de alta tensión que cruza el sitio de este a oeste.
En los últimos años el sitio se ha organizado alrededor de un compuesto de bastidores restringidos, con el Escenario Pirámide al norte y Otro Escenario al sur del recinto. Atracciones en el este del sitio incluyen la carpa acústica, carpa de comedia y de circo. Al sur se encuentran los campos verdes, que incluyen muestras de artesanía tradicional y respetuosa al medio ambiente. En Prado del Rey, la colina en el extremo sur del sitio, hay un pequeño círculo de megalitos que, como Stonehenge, se coordina con el solsticio de verano, y desde 1990 representa un círculo de piedra.

## Organización

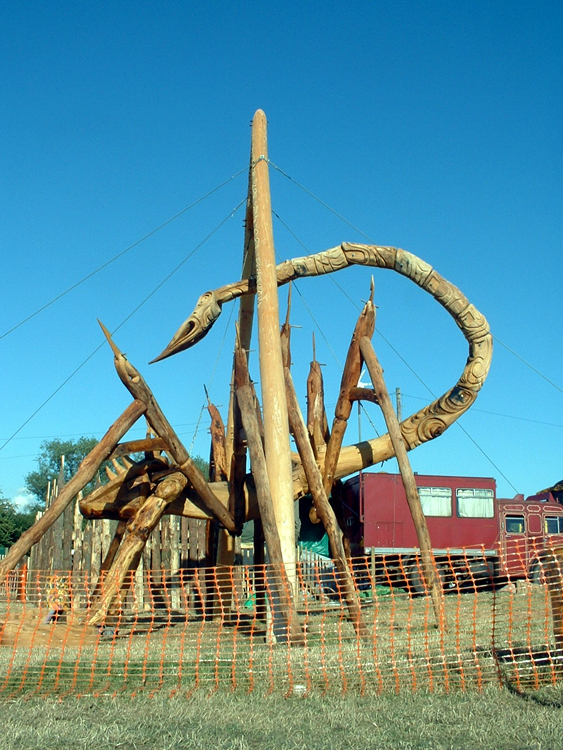
Un ejemplo de las esculturas y otras obras de arte se muestra a través del sitio.

El festival es organizado por el granjero local y el propietario del emplazamiento, Michael Eavis (a través de su compañía Glastonbury Festivals Ltd.). Michael era ayudado por su esposa Jean hasta su muerte en 1999, desde entonces colabora con su hija Emily Eavis. Desde 2002, Festival Republic (una empresa que consta de ambos Live Nation y MCD) se encarga de la dirección de la logística y seguridad por un interés del 40% en la empresa directora del festival. Cada año, una empresa, en conjunta propiedad de Glastonbury Festival Ltd y Festival Republic, se crea para organizar el festival, con los beneficios destinados a las empresas matrices. Glastonbury Festival Ltd dona la mayor parte de sus ganancias a obras de caridad, incluyendo donaciones a obras de caridad locales y grupos comunitarios y el pago por la compra y restauración del Granero de los Diezmos en Pilton.
Varios escenarios y áreas son administrados de forma independiente, como el The Left Field por una cooperativa poseída por Battersea and Wandsworth TUC, Worthy FM, y un campo a cargo de Greenpeace. Los sistemas de sonido en el sitio tienen una potencia total de 650.000 vatios, con el escenario principal teniendo 250 altavoces. Hay más de 4.000 sanitarios, con suministro de agua incluyendo dos represas sosteniendo 2.000.000 litros (440.000 imp galones) de agua.
A excepción del personal técnico y de seguridad, el festival es controlado, principalmente, por voluntarios. Aproximadamente 1400 administradores son dirigidos por la organización benéfica Oxfam. A cambio de su trabajo en el festival, Oxfam recibe una donación, que en 2005 era de 200.000 libras. Las barras son organizadas por la Workers Beers Company, patrocinada por Carlsberg (antes Budweiser), quien recluta equipos de personal voluntario de la pequeñas organizaciones benéficas y grupos de campaña. A cambio de su ayuda, normalmente 18 horas de trabajo, los voluntarios tienen entrada libre, así como el transporte y la comida gratis.
El abastecimiento de alimentos y algunos servicios de venta al público, son proporcionados por varias pequeñas empresas, habitualmente furgonetas con más de 400 puestos de comida en el sitio en 2010. Millets y otras muchas tiendas independientes son instaladas en el recinto. Además, muchas organizaciones benéficas controlan puestos promocionales o educativos, como ISKCON, el soporte vegetariano de alimentos. Network Recycling manejan los desperdicios en el sitio, y en 2004 se reciclaron 300 toneladas y 110 toneladas de compost de residuos en el sitio.
Importantes operaciones logísticas tienen lugar para que la gente llegue al festival mediante transporte público cada año. Trenes adicionales del festival se proporcionan a la estación Castle Cary, la mayoría de Londres Paddington. La estación funciona como un minicentro esperando a autobuses que transfieren a los pasajeros de Castle Cary a la sede del festival como es requerido. Esta es una operación intensiva el miércoles y jueves de cada año, con autobuses locales y empresas de autocares proporcionando estos autobuses durante los dos días. Autobuses adicionales normalmente proporcionados por Go South Coast van desde Bristol al festival. El lunes, los pasajeros que son transferidos de vuelta en un solo día con autobuses adicionales proporcionados para cumplir con el requisito del aumento. National Express ofrece autocares directos adicionales a la sede del festival de las principales ciudades del Reino Unido y gran parte de este trabajo se subcontrata a empresas de autocares más pequeños para proporcionar la capacidad requerida.

## Alojamiento

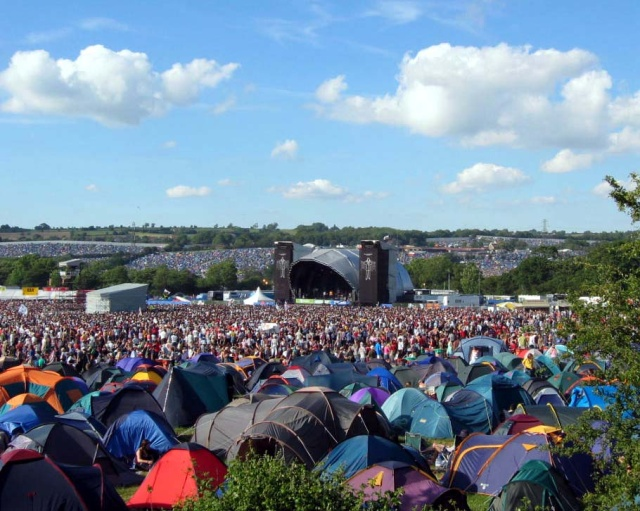
El "Otro Escenario" del Festival de Glastonbury, con tiendas de campaña en primer plano.

La mayoría de las personas que se quedan en el Festival de Glastonbury acampan en una tienda de campaña. Hay diferentes áreas para acampar, cada uno con su propia atmósfera. Limekilns and Hitchin Hill Ground son las zonas más tranquilas de camping, mientras que Pennard Hill Ground es conocido por ser un campamento muy animado. Cockmill Meadow es un camping familiar y Wicket Ground fue introducido en 2011 como el segundo campamento sólo para familias. Un camping para personas con discapacidad también está disponible en Spring Ground. Alojamiento de campamento se proporciona en el costo de un boleto de entrada estándar, pero los asistentes al festival deberán traer sus propias tiendas. Tipis han estado en el festival por muchos años. Un número limitado de tipis fijos están disponibles para alquiler en el campo de tipis cerca del círculo de piedra. Hasta seis adultos pueden permanecer en cada tipi y cada uno viene con una tela impermeable y atrapalluvias (raincatcher). Ropa de cama y equipo de campamento no se proporciona. Tipi Park también ofrece duchas solares y una sauna encendida por leña en una yurta para culminar la experiencia. El costo de alquilar una tipi en el año 2011 era de 900 £, además del precio de entrada estándar.
Caravanas y autocaravanas no pueden acceder al recinto del festival. Sin embargo, la compra de un boleto de caravana, además de la entrada principal, permite el acceso a los campos justo fuera de la valla perimetral. A partir de 2011, el costo era de 75£ por caravana que permite el acceso al sitio con un vehículo de remolque y la caravana; el coche u otro vehículo usado para cargar la caravana, puede estacionarse junto a él, pero dormir sólo se autoriza en la caravana, no en el vehículo de acompañamiento. Algunas personas optan por traer o alquilar una casa rodante.
Los asistentes al festival pueden alojarse en B&Bs locales pero la mayoría no se encuentran a poca distancia de la fiesta. Hay varios proveedores independientes de alojamiento en Glastonbury cerca del sitio principal que incluyen pequeños campamentos para tiendas de campaña, roulottes, geo-domos, cabañas privadas y mucho más.

## Formación de artistas
| Edición | Año  | Fechas                   | Boletos vendidos | Encabezado por                                                                | Actuaciones notables | Precio por boleto |
| ------- | ---- | ------------------------ | ---------------- | ----------------------------------------------------------------------------- | --- | ----------------- |
| 1       | 1970 | 19 de septiembre         | 1.500            | T. Rex (reemplazado por The Kinks)                                            | | £1                |
| 2       | 1971 | 22–24 de junio           | 12.000           | David Bowie                                                                   | Pink Floyd parte de formación, pero canceló. | Gratis            |
| 3       | 1978 | 28 de junio – 8 de julio | 500              | ninguno                                                                       | | N/A               |
| 4       | 1979 | 21–23 de junio           | 12.000           | Tim Blake·Peter Gabriel                                                       | | £5                |
| 5       | 1981 | 19–21 de junio           | 18.000           | Hawkwind·New Order                                                            | | £8                |
| 6       | 1982 | 18–20 de junio           | 25.000           | Van Morrison·Jackson Browne                                                   | U2 parte de formación, pero canceló. | £8                |
| 7       | 1983 | 17–19 de junio           | 30.000           | Curtis Mayfield·UB40                                                          | | £12               |
| 8       | 1984 | 22–24 de junio           | 35.000           | The Smiths·Weather Report·Black Uhuru                                         | Elvis Costello, The Waterboys | £13               |
| 9       | 1985 | 21–23 de junio           | 40.000           | Echo & The Bunnymen·Joe Cocker·The Boomtown Rats                              | The Style Council | £16               |
| 10      | 1986 | 20–22 de junio           | 60.000           | The Cure·Psychedelic Furs·Level 42                                            | Simply Red, Madness | £17               |
| 11      | 1987 | 19–21 de junio           | 60.000           | Elvis Costello·Van Morrison·The Communards                                    | New Order | £21               |
| 12      | 1989 | 16–18 de junio           | 65.000           | Elvis Costello·Van Morrison·Suzanne Vega                                      | Pixies | £28               |
| 13      | 1990 | 22–24 de junio           | 70.000           | The Cure·Happy Mondays·Sinéad O'Connor                                        | Archaos | £38               |
| 14      | 1992 | 26–28 de junio           | 70.000           | Carter USM·Shakespear's Sister·Youssou N'Dour                                 | Lou Reed, Blur, Primal Scream, Morrissey parte de formación, pero canceló. | £49               |
| 15      | 1993 | 25–27 de junio           | 80.000           | Red Hot Chili Peppers·The Black Crowes·Christy Moore·Lenny Kravitz            | The Velvet Underground, Primal Scream | £58               |
| 16      | 1994 | 24–26 de junio           | 80.000           | The Levellers·Elvis Costello·Peter Gabriel                                    | Johnny Cash, Rage Against the Machine, Björk, Radiohead, Blur, Oasis, Pulp, Saint Etienne | £59               |
| 17      | 1995 | 23–25 de junio           | 80.000           | Oasis·Pulp (reemplazó a The Stone Roses)·The Cure                             | Jeff Buckley, The Prodigy, The Black Crowes, PJ Harvey | £65               |
| 18      | 1997 | 27–29 de junio           | 90.000           | Radiohead·The Prodigy·Ash (reemplazó Steve Winwood)                           | The Smashing Pumpkins, Sting, Neil Young parte de formación, pero canceló. | £75               |
| 19      | 1998 | 26–28 de junio           | 100.500          | Primal Scream·Blur·Pulp                                                       | Bob Dylan, Robbie Williams, Foo Fighters, Tony Bennett, Tori Amos | £80               |
| 20      | 1999 | 25–27 de junio           | 100.500          | R.E.M.·Manic Street Preachers·Skunk Anansie                                   | The Corrs, Coldplay, Texas, Muse, Ash, Blondie | £83               |
| 21      | 2000 | 23–25 de junio           | 100.000          | David Bowie·Travis·The Chemical Brothers                                      | Muse, Coldplay, Cypress Hill | £87               |
| 22      | 2002 | 28–30 de junio           | 140.000          | Coldplay·Rod Stewart·Stereophonics                                            | The White Stripes, Roger Waters, Isaac Hayes, Garbage | £97               |
| 23      | 2003 | 27–29 de junio           | 150.000          | R.E.M.·Radiohead·Moby                                                         | Manic Street Preachers, The Flaming Lips, Yes, Primal Scream | £105              |
| 24      | 2004 | 25–27 de junio           | 150.000          | Paul McCartney·Oasis·Muse                                                     | James Brown, Kings of Leon, Morrissey | £112              |
| 25      | 2005 | 24–26 de junio           | 143.000          | The White Stripes·Coldplay·Basement Jaxx (reemplazó a Kylie Minogue)          | The Killers, New Order, Primal Scream, Elvis Costello, Brian Wilson | £125              |
| 26      | 2007 | 22–24 de junio           | 135.000          | Arctic Monkeys·The Killers·The Who                                            | Arcade Fire, Björk, Shirley Bassey, Amy Winehouse, Gossip, The Kooks, Adele | £145              |
| 27      | 2008 | 27–29 de junio           | 134.000          | Kings of Leon·Jay-Z·The Verve                                                 | Florence + The Machine, Leonard Cohen, Neil Diamond, Gossip, Amy Winehouse | £155              |
| 28      | 2009 | 26–28 de junio           | 135.000          | Neil Young·Bruce Springsteen·Blur                                             | Pendulum, The Prodigy, The Specials, Lady Gaga, The Black Eyed Peas, Crosby, Stills & Nash | £175              |
| 29      | 2010 | 25–27 de junio           | 135.000          | Gorillaz (reemplazó a U2)·Muse·Stevie Wonder                                  | Shakira, The Flaming Lips, Jackson Browne, Ray Davies, Radiohead's Thom Yorke (Show secreto con la participación de Jonny Greenwood) | £185              |
| 30      | 2011 | 24–26 de junio           | 135.000          | U2·Coldplay·Beyoncé                                                           | B.B. King, Morrissey, Paul Simon, Wu-Tang Clan, Radiohead (show secreto), Pulp (show secreto), Primal Scream | £195              |
| 31      | 2013 | 28–30 de junio           | 135.000          | Arctic Monkeys·The Rolling Stones·Mumford & Sons                              | Dizzee Rascal, Ben Howard, Jake Bugg, Sir Bruce Forsyth, Primal Scream, Vampire Weekend, The Vaccines, Kenny Rogers, Beady Eye, Tame Impala, Skrillex (show secreto) | £205              |
| 32      | 2014 | 27–29 de junio           | 135.000          | Arcade Fire·Metallica·Kasabian                                                | Dolly Parton,Juana Molina, Pixies, Elbow, The Black Keys, Jack White, Massive Attack, Robert Plant, Manic Street Preachers, Skrillex, Blondie, Goldfrapp, Lily Allen, M.I.A.. | £210              |
| 33      | 2015 | 24–28 de junio           | 135.000          | Florence and the Machine (en reemplazo de Foo Fighters) · Kanye West· The Who | Lionel Richie, Motorhead, Pharrell Williams, Paul Weller, Deadmau5, Alt-J, Paloma Faith, The Waterboys, George Ezra, Patti Smith, The Chemical Brothers, Burt Bacharach, Enter Shikari | £225              |
| 34      | 2016 | 22-26 de junio           | 135.000          | Muse, Adele, Coldplay                                                         | Bring Me The Horizon, Jeff Lynne's ELO, PJ Harvey, Beck, New Order, Ellie Goulding, Madness, Skepta, Disclosure, The 1975, Earth, Wind and Fire, ZZ Top, LCD Soundsystem, Bastille, Wolf Alice, Damon Albarn, Cyndi Lauper, Grimes | £228              |
| 35      | 2017 | 21-25 de junio           | 135000           | Radiohead·Foo Fighters·Ed Sheeran                                             | London Grammar, Biffy Clyro, Liam Gallagher, Katy Perry, Barry Gibb, The xx, The National, Lorde, Royal Blood, Goldfrapp, Stormzy, Chic, Major Lazer, Alt-J, Boy Better Know, The Jacksons, Kris Kristofferson, Laura Marling, Emeli Sandé, Dizzee Rascal, Solange, Run the Jewels, HAIM, Clean Bandit, George Ezra, Halsey, Busted, Elbow, First Aid Kit, Craig David, Jools Holland, Dua Lipa, Tove Lo, Jamie Cullum, Declan McKenna, Lucy Spraggan, Gabrielle Aplin, Kaiser Chiefs, Napalm Death, The Killers (secret show), Toots and the Maytals, Billy Bragg | 238£              |

## Historia del festival
Una serie de conciertos, conferencias y recitales llamados los Festivales de Glastonbury se establecieron con una escuela de verano en la ciudad de Glastonbury entre 1914 y 1926 por el compositor clásico Boughton Rutland (1878-1960), y con su ubicación atrajo a un público bohemio para las normas de la época. Se exhibieron obras de compositores contemporáneos de ese entonces, patrocinado por la familia Clark, así como una amplia gama de obras tradicionales, desde Everyman a Cupid and Death de James Shirley.

### Década de 1970

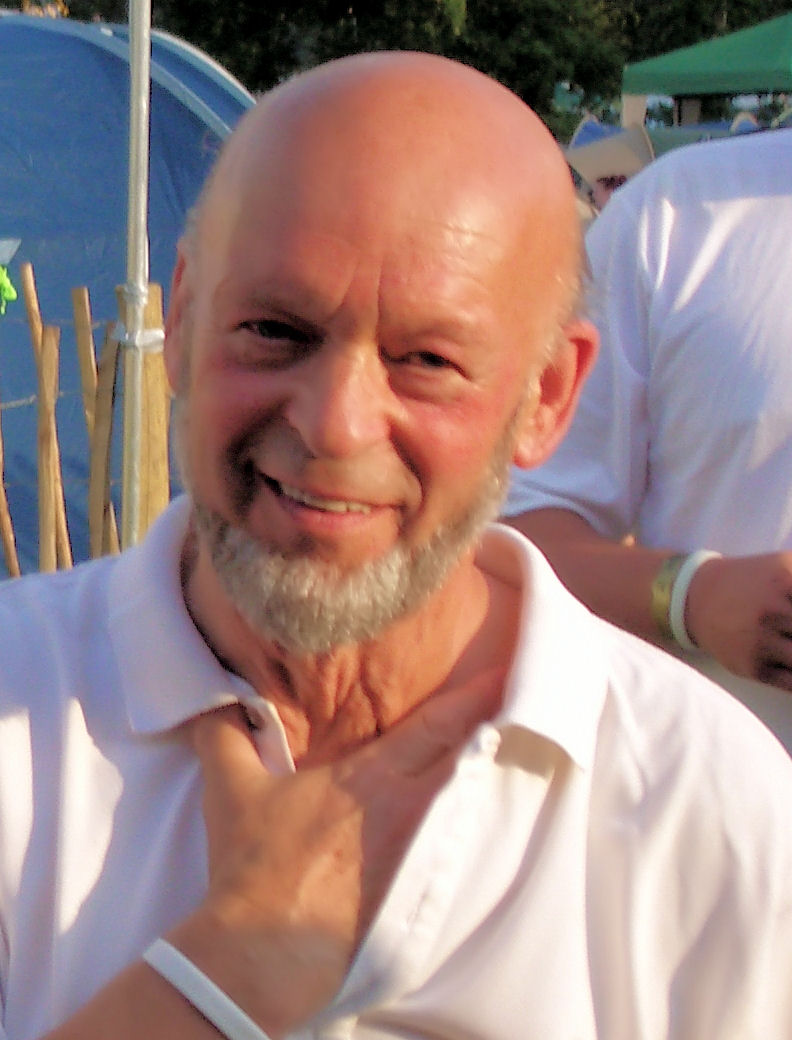
Michael Eavis

El primer festival de Worthy Farm fue el Festival Pop Pilton, Blues & Folk, montado por Michael Eavis en septiembre de 1970, y al que asistieron 1.500 personas. El primer acto en llevarse a cabo fue el grupo Stackridge; el acto estelar fue originalmente Wayne Fontana and the Mindbenders pero este acto fue reemplazado a corto plazo por Tyrannosaurus Rex, más tarde conocido como T. Rex. El más grande Festival Gratuito de Stonehenge en el solsticio de verano en junio del año siguiente fue el primero en atraer el interés de todo el país, y el evento se convirtió en un precursor importante de los festivales de Glastonbury más tarde. El Glastonbury Fayre de 1971 fue instigado por Andrew Kerr y organizado con la ayuda de Arabella Churchill, Thomas Crimble, Bill Harkin, Gilberto Gil, Mark Irons, and Jytte Klamer. El festival de 1971 contó con la primera encarnación del "Escenario Pirámide" concebido por Bill Harkin, construido a partir de andamiaje y láminas de metal.
Los artistas incluyeron David Bowie, Traffic, Fairport Convention, Quintessence, Hawkwind, Skin Alley, The Worthy Farm Windfuckers and Melanie. Que fue pagado por sus partidarios y defensores de sus ideales, y abrazó la tradición medieval de música, danza, poesía, teatro, luces y diversión espontáneas. El festival de 1971 fue filmado por Nicolas Roeg y David Puttnam y fue lanzado como una película llamada simplemente Glastonbury Fayre. Hubo un evento pequeño no planeado en 1978, cuando el convoy de vehículos de la fiesta de Stonehenge fue dirigida por la policía a Worthy Farm; el festival fue revivido luego el año siguiente (1979) por Churchill, Crimble, Kerr y Eavis, en un evento para el Año Internacional del Niño, cual perdió dinero.

### Década de 1980
La década de 1980 vio el festival convertido en un evento anual, excepto periódicos años de descanso. En 1981, Michael Eavis tomó control del festival por primera vez, y fue organizado en conjunto con la Campaña para el Desarme Nuclear (CDN). Ese año, el Escenario Pirámide fue construido de los postes de telégrafo y láminas de metal (apropiadamente, a partir de materiales reutilizados del Ministerio de Defensa), una estructura permanente que servía como pajar y establo durante el invierno.
En la década de 1980, el área infantil del festival (que había sido organizada por Arabella Churchill y otros) se convirtió en el punto de partida de una organización caritativa nueva para niños llamada Children's World. 1981 fue el primer año que el festival obtuvo ganancias, y Eavis donó £ 20.000 de ellos a la CDN. En los años siguientes, donaciones fueron hechas a un número de organizaciones, y desde el final de la Guerra Fría los principales beneficiarios han sido Oxfam, Greenpeace y WaterAid, que contribuyen a al festival al ofrecer prestaciones y voluntarios, que trabajan en el festival a cambio de la entrada gratuita.
Desde 1983, festivales grandes han requerido de licencias de las autoridades locales. Esto dio lugar a ciertas restricciones siendo colocadas en el festival, incluyendo un límite de gente y tiempos especificados durante el cual los escenarios podrían funcionar. El límite de gente se fijó inicialmente en 30.000, pero ha crecido cada año a más de 100.000.
En 1984 el escenario invadido por niños durante la actuación de The Smiths. Weather Report tocó en el escenario principal, y Elvis Costello encabezó la última noche por casi 3 horas.
En 1985, el festival se hizo demasiado grande para Worthy Farm, pero Cockmill Farm, vecino de Worthy Farm, fue comprado. Ese año vio un festival mojado por considerables lluvias; Worthy Farm es una granja lechera y lo que se rego en las zonas bajas fue una mezcla de lodo y estiércol licuado de vaca. Esto no impidió que los asistentes del festival disfrutaran de la mezcla hasta las rodillas en la parte delantera del escenario pirámide.

### Década de 1990
1990 vio el festival más grande aún; sin embargo, la violencia al final del festival entre los guardias de seguridad y los viajeros de la nueva era - la llamada Batalla del Puente Yeoman - llevó a los organizadores a no tener el festival en 1991 para repensar el festival. Un festival expandido regresó en 1992, y este fue un gran éxito. 1992 fue el primer año que los viajeros de la nueva era no se les permitió inicialmente entrar al sitio sin costo, y una cerca más resistente fue diseñada. Este éxito se llevó a cabo en 1993, que, al igual que 1992 fue un año caluroso y seco.
En 1994, el Escenario Pirámide, se quemó un poco más de una semana antes del festival; un escenario principal temporal se construyó a tiempo para el festival. El festival de 1994 también introdujo una turbina de viento de 150 kW que proporcionó parte de la energía del festival. Este festival incluye también la fijación de un nuevo récord mundial el 26 de junio, cuando 826 personas, haciendo malabares con al menos tres objetos cada uno, mantienen 2.478 objetos en el aire. Este fue también el año en que el festival fue televisado por primera vez por Channel 4; concentrándose en los dos escenarios musicales principales, proporcionando una visión del festival para los que sabían muy poco de él. Channel 4 televisó el festival del año siguiente también, resultando ser muy exitoso.

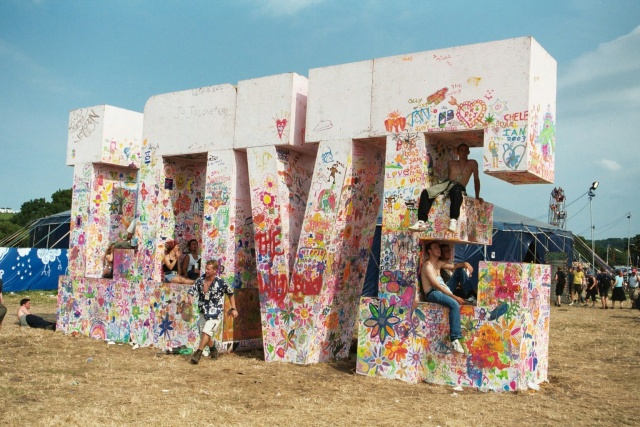
El gigante letrero LOVE inspirado por The Beatles.

1995 registró el aumento de asistencia drásticamente debido a la cerca de seguridad siendo infringida el viernes del festival. Las estimaciones sugieren que pudo haber sido suficientes los que saltaron la cerca para duplicar el tamaño del festival. Aparte de esto, 1995 resultó ser un año muy exitoso, con memorables actuaciones de Oasis, Elastica, Pulp, PJ Harvey, Jeff Buckley, Simple Minds, Jamiroquai y The Cure. Este fue también el primer año del festival que tuvo una carpa de baile para responder a la creciente popularidad de la música dance, tras el éxito de la aparición estelar de Orbital el año anterior. Los actos de dance de 1995 fueron conducidos por Massive Attack el viernes y Carl Cox el sábado. El festival tuvo un año de descanso en 1996 para permitir que la tierra se recuperara y dar a los organizadores un descanso. Este sería un patrón que sería seguido cada cinco años, hasta 2011, con el año de descanso mudándose a 2012. 1996 también vio el lanzamiento de Glastonbury la Película que fue filmada en los festivales de 1993 y 1994.
El festival volvió más grande que nunca en 1997. Esta vez el patrocinio principal fue de The Guardian y la BBC, que había tomado el evento televisivo de Channel 4. Este también fue el año del lodo, con el sitio sufriendo lluvias severas cual convirtió todo el sitio en un pantano lodoso. Sin embargo los que se quedaron para el festival disfrutaron de muchas interpretaciones memorables, incluyendo a Radiohead encabezando el Escenario Pirámide el sábado, lo que se dice que fue una de las mejores interpretaciones de Glastonbury.
En 1998, el festival fue una vez más golpeado con graves inundaciones y tormentas, una vez más algunos asistentes al festival salieron temprano, pero los que se quedaron disfrutaron de las interpretaciones de artistas como Pulp, Robbie Williams y Blur. Tony Bennett, sin embargo, superó el ambiente desordenado en un inmaculado traje blanco y corbata. 1998 fue el primer año que la asistencia oficial superó 100.000 personas.
1999 fue un año seco y caliente, con gran alivio para los organizadores y asistentes del festival. Una vez más, el festival estaba llena debido a gente saltándose la cerca, sin embargo, esto no sería un problema grave hasta el año siguiente, cuando el festival sufrió de un número masivo de saltadores. Este aumento incrementó la asistencia a unas 250.000 personas. El festival de 1999 también se recuerda por los Manic Street Preachers solicitando y recibiendo sus propios inodoros tras bastidores, sin embargo, fue revelado por la banda que se trataba de una broma, la señal de "reservado" en el baño no estaba en la autorización de la administración.

### Década de 2000

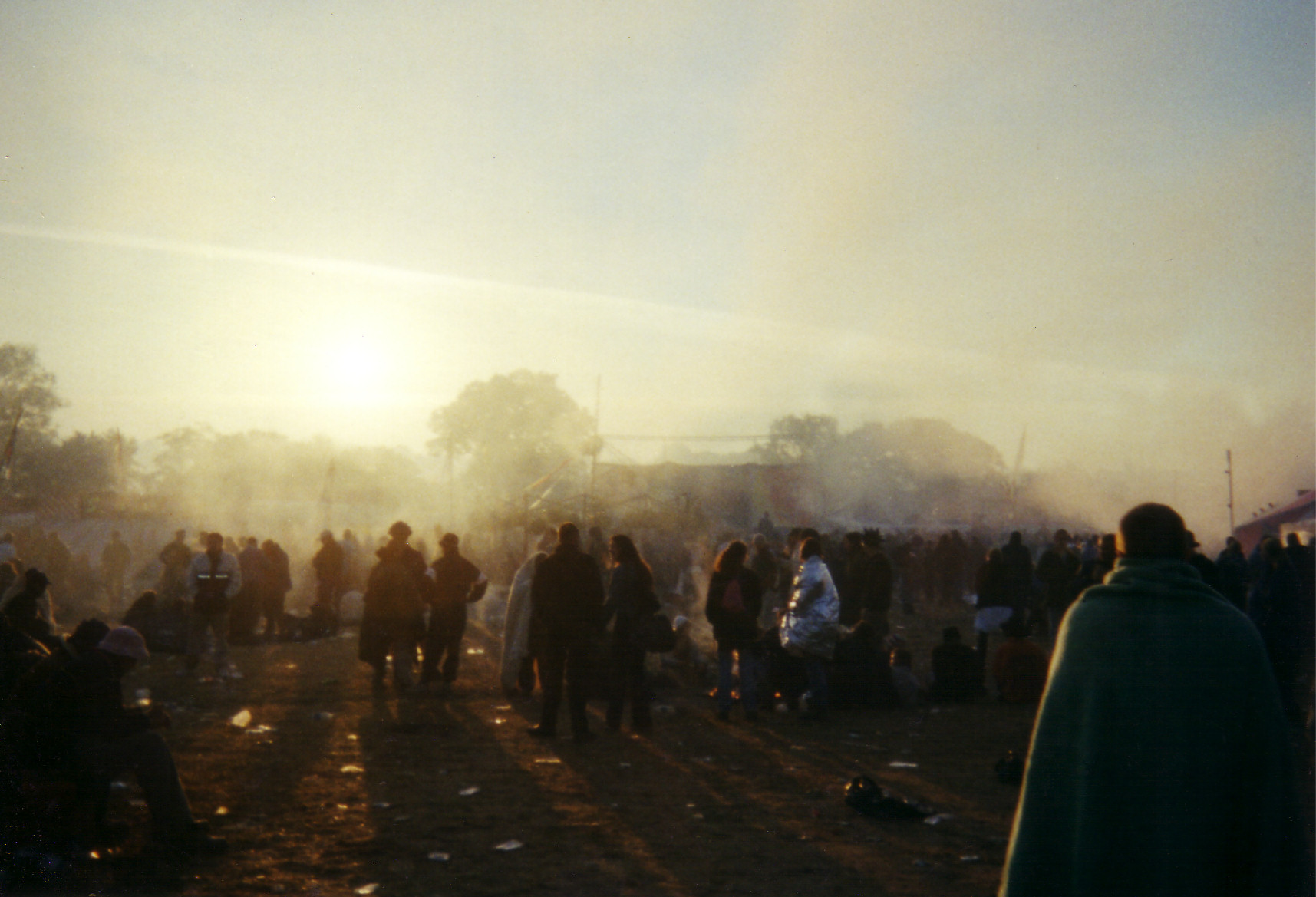
Música techno se toca en un sistema de sonido al amanecer, Glastonbury 2000.

El año 2000 vio la introducción de un nuevo Escenario Pirámide así como nuevas características, tales como The Glade y The Leftfield. El festival fue encabezado por Pet Shop Boys y David Bowie tocando 30 años después de su primera aparición. El Escenario Pirámide también fue anfitrión de un evento inusual en la mañana del sábado, con la boda de dos asistentes al festival, que habían escrito a los organizadores pidiendo permiso para casarse allí, llevado a cabo y realizado por el actor Keith Allen en frente de un pequeño grupo de amigos y de cualquier otro asistente al festival que todavía estuviera despierto. Este año también vio un estimado de 250.000 personas asistiendo al festival (un total de 100.000 entradas fueron vendidas), debido a colados. Esto llevó a preocupaciones de la seguridad pública y el consejo del distrito local se negó dar licencias hasta que el problema fuera resuelto. Los organizadores tomaron el 2001 para idear medidas anti-colados y asegurar el futuro de la fiesta, después del accidente del Festival de Roskilde 2000 (aunque esto también fue un descanso programado, una que ha tenido lugar cada cinco años desde 1996). Fue en este punto que la Organización Mean Fiddler fue invitada a ayudar, y fue visto por algunos como una "liquidación" a la cultura corporativa.
En 2002, el festival volvió después de una pausa, con el controvertido Mean Fiddler ahora manejando la logística y la seguridad - en especial la instalación de una cerca importante circundante (llamado el "superfence"), que redujo el número a los niveles de hace una década. La asistencia menor llevó a un ambiente mucho más relajado y redujo fuertemente los niveles de delincuencia en comparación con años anteriores. Hubo algunos incidentes fuera de la cerca involucrando individuos frustrados que llegaron al festival asumiendo que podrían saltar la cerca y simplemente no pagar por la música y las interpretaciones, pero a pesar de esto el evento fue aclamado como un gran éxito por las compañías de medios de comunicación que se habían interesado en el festival. 2002 vio a Coldplay encabezar el Escenario Pirámide, por primera vez, mientras que el show fue cerrado por un conjunto de Rod Stewart en la noche del domingo.

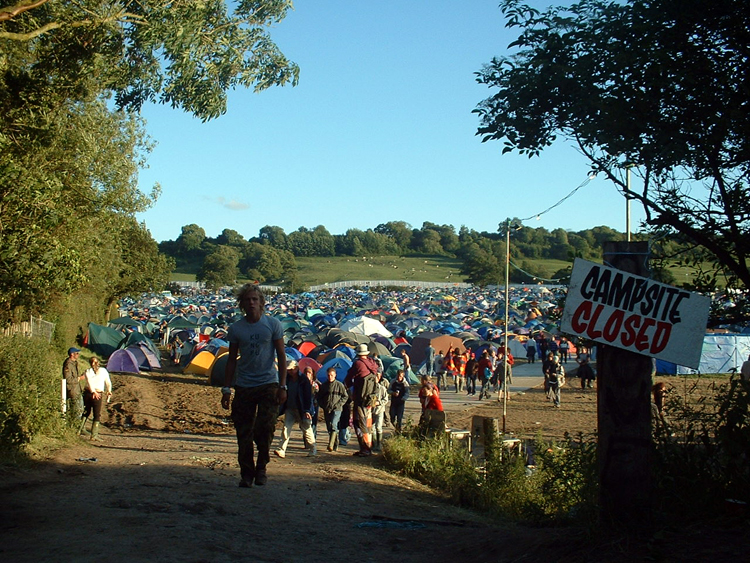
Colina Pennard, 2004.

Hubo algunas críticas del festival de 2002 que le faltaba ambiente, debido al número reducido de personas, lo que refleja los números más pequeños de gente saltando la cerca. El número de entradas se incrementó a 150.000 para 2003, vendiéndose en un día después de salir a la venta, en marcado contraste con los dos meses que se tardaron en vender 140.000 en 2002. También fue el primer año que las entradas se agotaron antes de que la formación de artistas se anunciara. Este fue también el año que Radiohead volvió a encabezar el Escenario Pirámide. Los ingresos recaudados para buenas causas de entradas y ventas de licencias comerciales superaron 1 millón de libras, la mitad de lo que fue a Oxfam, Greenpeace y WaterAid.
En 2004, las entradas se agotaron en 24 horas, en mitad de mucha controversia sobre el proceso en que se compran las entradas, dejando a asistentes potenciales del festival tratando durante horas para conectarse a los sitios sobrecargados de teléfono e Internet. El sitio web recibió dos millones de intentos para conectarse en los primeros cinco minutos después de haberse puesto a la venta las entradas y un promedio de 2.500 personas en las líneas telefónicas por minuto. El festival no se vio afectado por condiciones climáticas extremas, pero los fuertes vientos retraso la entrada del miércoles, y la lluvia constante a lo largo del sábado convirtió algunas zonas del sitio en lodo. El festival terminó con Muse encabezando el Escenario Pirámide el domingo, después de que Oasis había encabezado el viernes. Franz Ferdinand y Paul McCartney tocaron. El uso de drogas psicodélicas por los visitantes del festival apareció en las publicaciones de la prensa británica. La revista NME declaró que 2004 sería "el tercer verano de amor", debido a la reaparición del "hongo" que fue elogiado como una alternativa natural al éxtasis, que se decía que estaba disminuyéndose en popularidad (LSD impulsó el primer verano de amor en el año 1967; el éxtasis y el LSD el segundo en 1988).

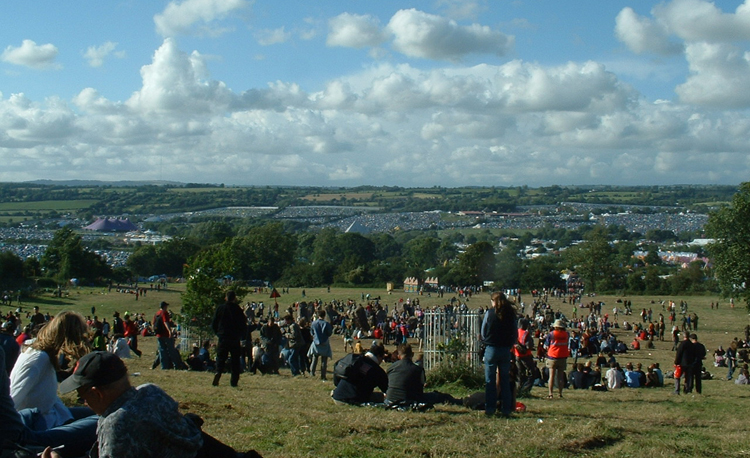
La vista desde el círculo de piedra en la tarde del jueves, 2004.

Después del festival de 2004, Michael Eavis comentó que 2006 sería un año de descanso - de acuerdo con la historia previa de tomar un "año de descanso" de cada cinco para dar a los habitantes del pueblo y sus alrededores un descanso de la interrupción anual. Esto fue confirmado después de que la licencia para el año 2005 fue concedida.

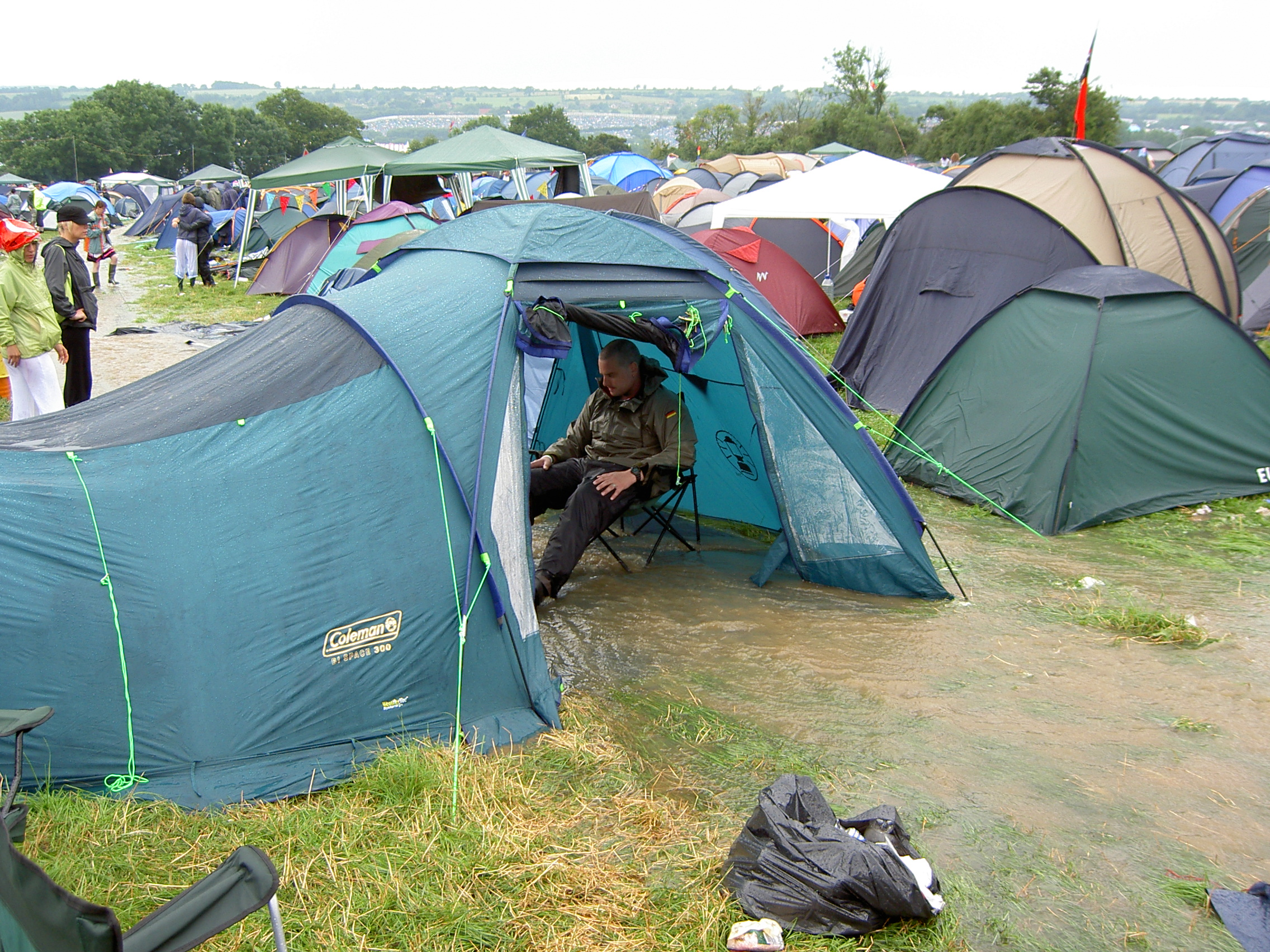
Un arroyo corre a través de una tienda de campaña después de que dos pulgadas de lluvia cayeran en una hora en la mañana del viernes del festival de 2005.

En 2005 la cuota de 112.500 entradas se agotó rápidamente, en este caso en 3 horas y 20 minutos. Para 2005, el área cerrada del festival fue de más de 900 acres (3,6 km²), tuvo más de 385 interpretación en vivo, con la asistencia de alrededor de 150.000 personas. El artista estelar del domingo fue originalmente programado para ser Kylie Minogue, que en lugar se retiró en mayo para recibir tratamiento para el cáncer de mama. Basement Jaxx se anunció como reemplazo el 6 de junio. Ambos Coldplay y Basement Jaxx interpretaron un cover "Can't Get You Out Of My Head" de Kylie durante sus conciertos. 2005 vio un gran aumento en el número de atracciones de música dance, con las carpas múltiples de Dance Village reemplazando la carpa de dance solitaria de años anteriores. Esta nueva área contiene las carpas de dance Este y Oeste, el Salón Dance, Escenario Raíces, y Salón Coño, así como el traslado del Escenario G, antes situado en Glade. La introducción de la innovadora discoteca silenciosa por Emily Eavis permitiendo a parranderos estar de fiesta hasta la madrugada sin molestar a los locales, un requisito para la licencia del festival. Tras la muerte del DJ John Peel en el otoño de 2004, la Carpa de Nuevas Bandas pasó a llamarse la Carpa de John Peel, en homenaje a su ánimo y amor de nuevas bandas en Glastonbury. El día de apertura del festival de 2005 se retrasó por fuertes lluvias y tormentas eléctricas: Varias escenarios, incluyendo la Carpa Acústica (y uno de los bares), fueron golpeados por un rayo, y el valle se vio afectada con inundaciones que dejó a algunas áreas del sitio bajo más de cuatro pies de agua. La severidad del clima inundó varios campamentos, el más afectado siendo la base de Colina Pennard, y seriamente interrumpiendo los servicios del sitio. Sin embargo la crítica del festival del Consejo del Distrito Mendip lo llamó uno de los "más seguros" y le dio al festival un informe brillante en su manera de tratar con las inundaciones.
No hubo festival en 2006. En cambio, un documental dirigido por Julien Temple fue lanzado para compensar la falta de un festival. La película consta de material especialmente grabado por Temple en el festival, así como secuencias enviadas por los fanes y tomas de archivo. Glastonbury fue lanzado en el Reino Unido el 14 de abril de 2006.

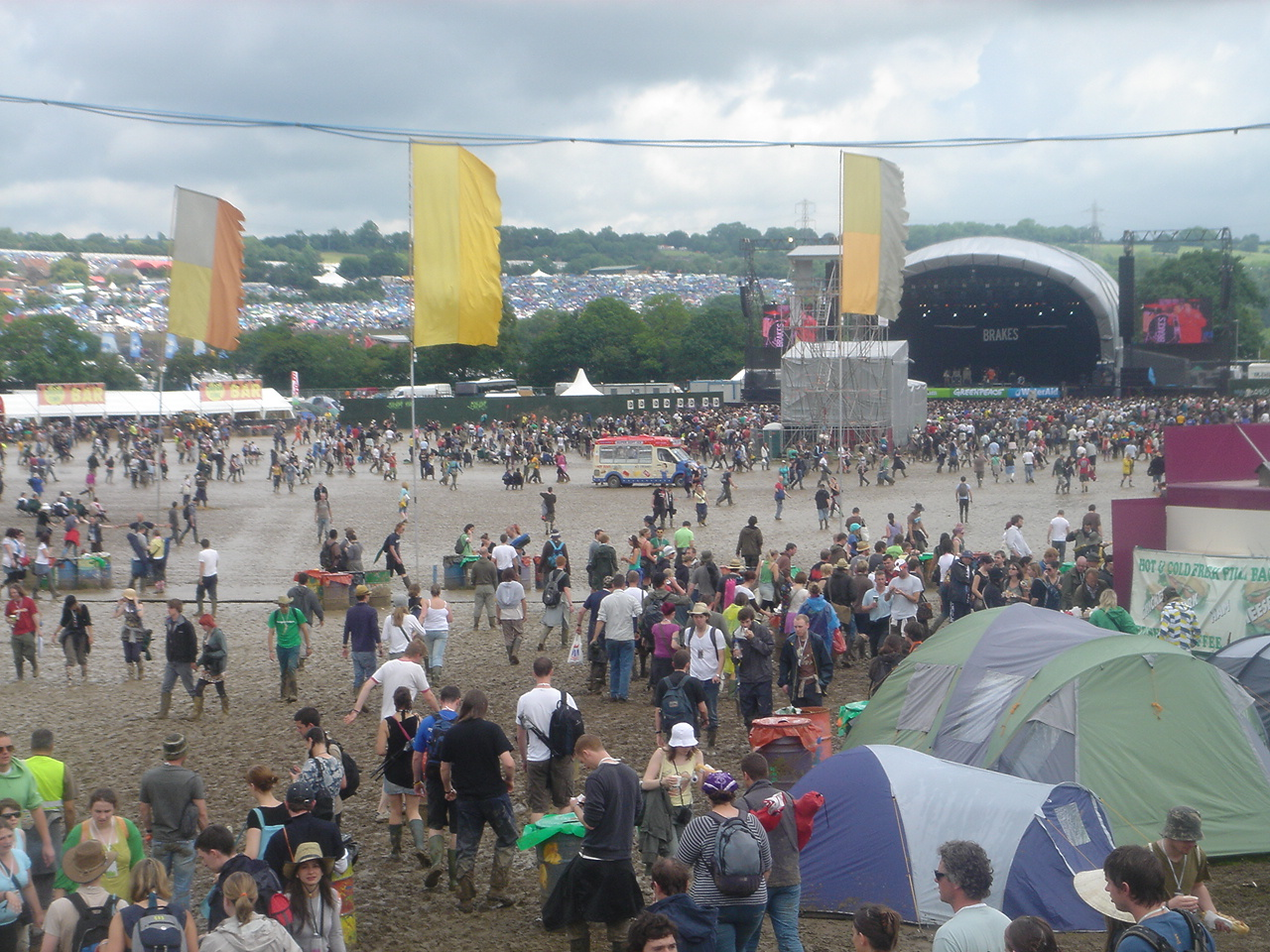
Lodo en el "Otro Escenario" 2007.

Glastonbury 2007 (20-24 de junio) fue encabezado por Arctic Monkeys, The Killers, The Who y el viernes, sábado y domingo, respectivamente. Shirley Bassey también apareció. En 2007, más de 700 actos tocaron en más de 80 escenarios y la capacidad se expandió de 20.000 a 177.000. Este fue el primer año que el área de "El Parque" se abrió. Diseñado por Emily Eavis, su escenario principal destaca conjuntos adicionales de varios artistas en los escenarios principales incluyendo a Pete Doherty y Gruff Rhys, mientras que la BBC lanzó su nuevo escenario "Introducing" en la zona. El festival tuvo la mayor asistencia desde la construcción de la cerca de seguridad, y la mayor asistencia legítima hasta la fecha: la asignación de entradas fue incrementado por 27.500 a 137.500, que con un costo de £145 y se agotaron en 1 hora y 45 minutos. Como una precaución adicional contra revendedores, los compradores tenían que prerregistrarse, incluyendo la presentación de una foto de pasaportecual era la seguridad impresa en el boleto. Periodos continuados de lluvia a lo largo de gran parte del festival causó condiciones lodosas, aunque sin la inundación de 2005, en parte debido a las defensas contra inundaciones nuevas de £750.000. Sin embargo, esta constante lluvia hizo de las condiciones generales en el sitio peor que dos años antes y más a las llanuras lodo de 1998. Era difícil encontrar un lugar para sentarse, que no se había convertido en lodo y puntos clave para ahogarse, como la vía a la derecha frente al Escenario Pirámide, convertido en un lodazal. Condiciones lodosas en los caminos temporales en la periferia del sitio llevó a retrasos para que la gente abandonara el sitio. El 25 de junio, cuando la gran mayoría de los asistentes al festival estaban tratando de salir de la fiesta, los coches en los estacionamientos occidentales tomaron más de nueve horas para salir del sitio. No existió ninguna disposición de asistencia en estas áreas, no se difundió información sobre los retrasos, no se llevó maniobras de tráfico organizadas por los organizadores del festival, y no hubo suministro de agua potable para las personas atrapadas en sus vehículos. Delitos denunciados fue menos que en 2005, pero el número de arrestos estuvieron "muy arriba", después de una operación activa de la policía y la seguridad en el lugar. Hubo 236 delitos denunciados, frente a 267 en 2005; de estos, 158 fueron relacionados con las drogas (183 en 2005). 1.200 personas necesitaron ayuda médica con 32 hospitalizados, la mayoría de los cuales fueron los accidentes causados por el lodo. Hubo una víctima mortal: un hombre de West Midlands fue encontrado inconsciente a principios del sábado por la mañana murió en el Hospital de Distrito de Yeovil de una sobredosis de fármacos sospechosos.

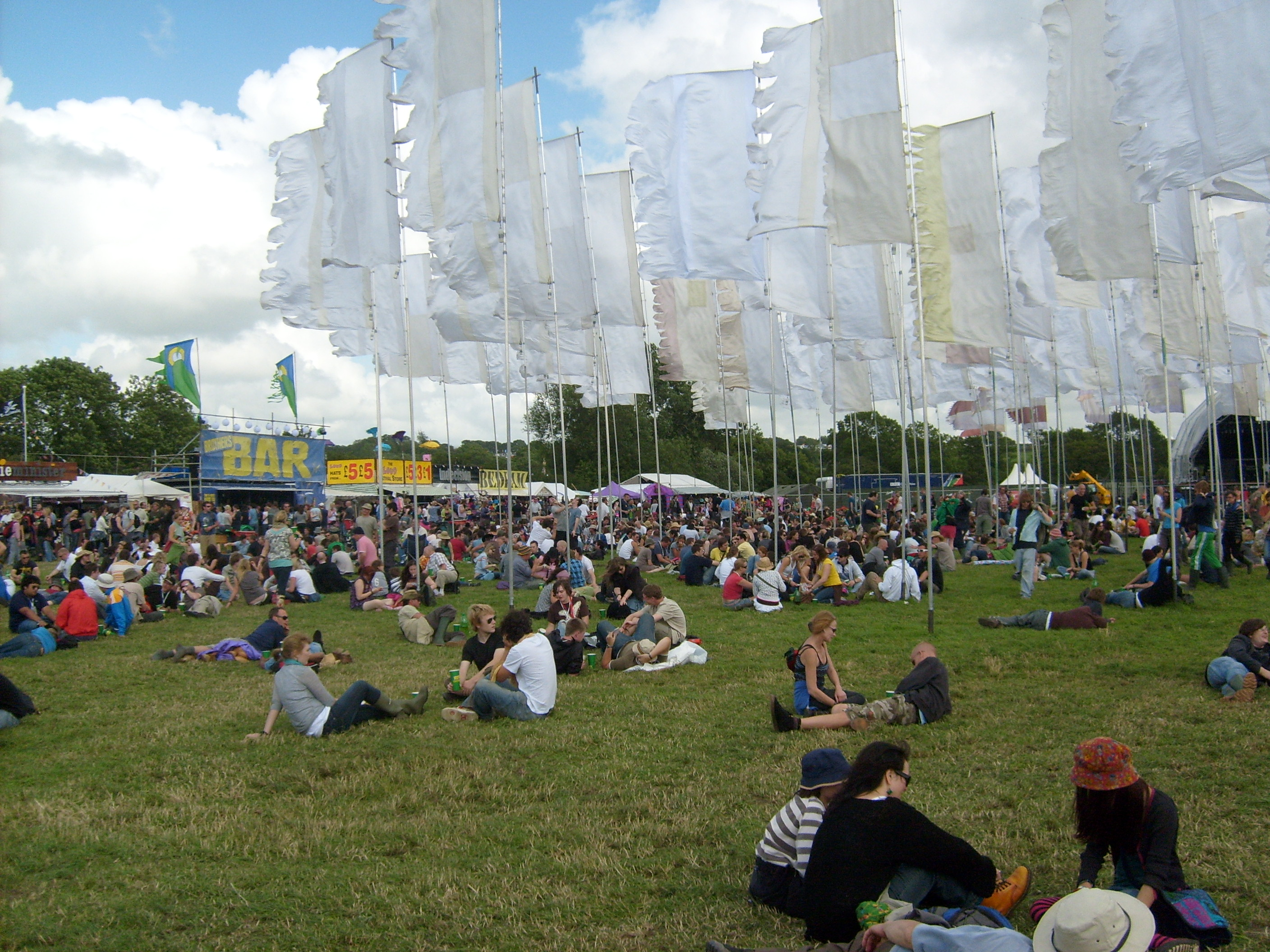
El campo Jazz World en la tarde de apertura del miércoles del festival.

El 20 de diciembre de 2007, Arabella Churchill, una figura clave en la concepción del festival de 1971 y desde 1980 la coordinadora del área del Campo de Teatro, murió en St. Edmund Cottages, Bove Town, Glastonbury, a la edad de 58 años. Había sufrido una corta enfermedad, debido al cáncer de páncreas, por lo que se había negado a la quimioterapia y la radioterapia. Ella se había convertido al budismo, y los arreglos después de su muerte respetaron sus creencias. Michael Eavis, en homenaje a ella después de su muerte, dijo "Su vitalidad y su gran sentido de moralidad y responsabilidad social le han dado un lugar en la historia del festival insuperable."

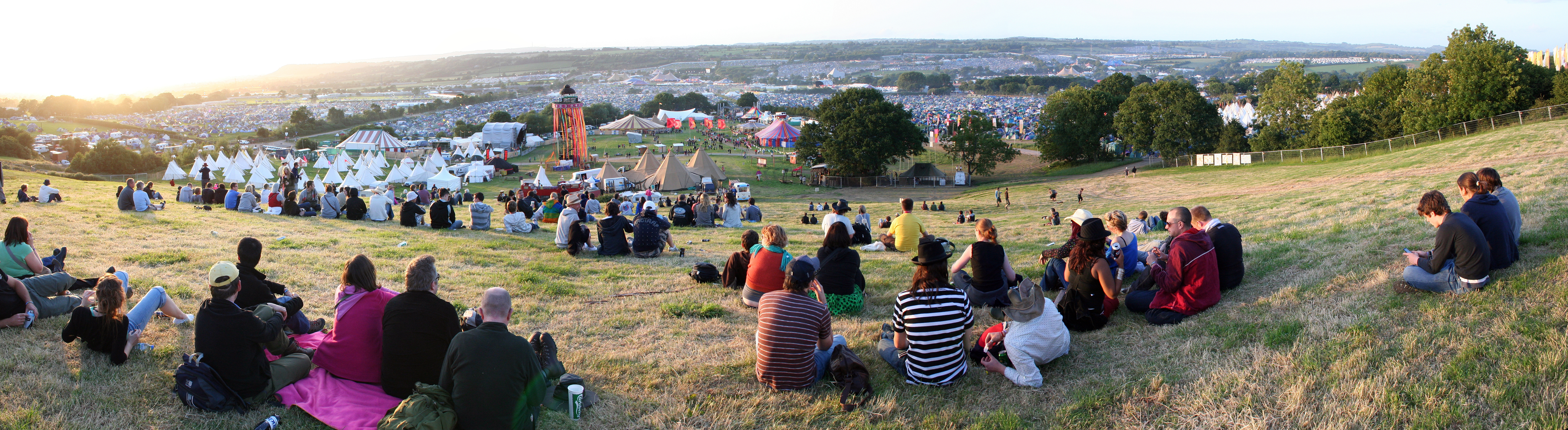
Vista sobre el Festival de Glastonbury, tomada el miércoles 24 de junio de 2009.

El Festival de Glastonbury 2008 se celebró los días 27, 28 y 29 de junio, encabezado por Kings of Leon, Jay-Z y The Verve el viernes, sábado y domingo, respectivamente, con otros actos notables incluyendo Neil Diamond, Shakin' Stevens, The Levellers, The Johnsons y Stackridge, que abrieron el festival por primera vez en 1970. Continuando con el procedimiento iniciado en 2007, los compradores de boletos tenían que registrarse previamente y enviar una foto de pasaporte entre el 1 de febrero y 14 de marzo con el fin de comprar los boletos que salían a la venta a las 9 de la mañana del domingo 6 de abril. Después de que 40.000 entradas no se vendieron, el proceso de prerregistrase se reabrió el 8 de abril. Varias razones se han citado para esto, incluyendo el mal tiempo de los últimos cuatro años y la controvertida elección de presentar al artista de hip hop, Jay-Z, como un acto estelar. Un día antes del comienzo del festival, Michael Eavis anunció que aún había alrededor de 3.000 entradas restantes, haciendo posible que sería el primer festival en 15 años en no agotarse por adelantado. También se había anunciado que las entradas restantes se venderían a partir de las sucursales principales de HMV. Este año vio la introducción de un nuevo campo al lado del Espacio Sagrado y Escenario Park. No nombrado por los organizadores, los asistentes del festival lo llamaron "Flagtopia" en referencia a las banderas situadas allí. Después de la gran cantidad de tiendas de campaña dejadas en 2007 y cuando una de las vacas de Michael Eavis murió después de ingerir una estaca de metal dejada en el suelo, al Festival diseñó su campaña Ama la Granja, No Dejes Rastros que empujó suavemente a fiesteros a respetar el medio ambiente y limpiar por sí mismos. El festival siempre había presionado una agenda verde y las nuevas iniciativas en 2008 incluyeron estacas para tienda biodegradables entregadas gratuitamente a todos los campistas y biotractores funcionando con aceite de vegetal usado. Estos nuevos esfuerzos se vieron recompensados con el Premio del Festival de Verde para el año 2008 junto a un número de otros festivales comprometidos también a festivales de música amigables al medio ambiente. El festival de 2008 se informó que tuvo un costo de £22 millones para producir.
El Festival de Glastonbury de 2009 tuvo lugar entre el 24 y el 28 de junio de 2009. En marcado contraste con años anteriores, los 137.500 boletos salieron a la venta el 5 de octubre de 2008, más temprano que nunca, con clientes prerregistrados pudiendo pagar en su totalidad, o colocar un depósito de reserva de £50 a pagar el 1 de febrero. Las entradas para el festival de se agotaron. La formación completa se publicó el 25 de mayo de 2009 incluyendo a Blur, Bruce Springsteen y Neil Young como artistas estelares en el Escenario Pirámide. El Otro Escenario fue encabezado por The Prodigy, Pendulum, Maxïmo Park, Bloc Party y Franz Ferdinand. Otros artistas notables incluyeron Jarvis Cocker, Rolf Harris, Fairport Convention (quien tocó en el primer Festival de Glastonbury), Tom Jones, Steel Pulse, Doves, Lady Gaga, Jason Mraz, Nick Cave, Pete Doherty, Hugh Cornwell, Status Quo, The Gaslight Anthem (en el que Springsteen apareció en el escenario durante su canción "The '59 Sound"), Madness, Dizzee Rascal, Crosby, Stills & Nash, Lily Allen, Kasabian, Florence and the Machine, Alejandro Toledo and the Magic Tombolinos.

### Década de 2010

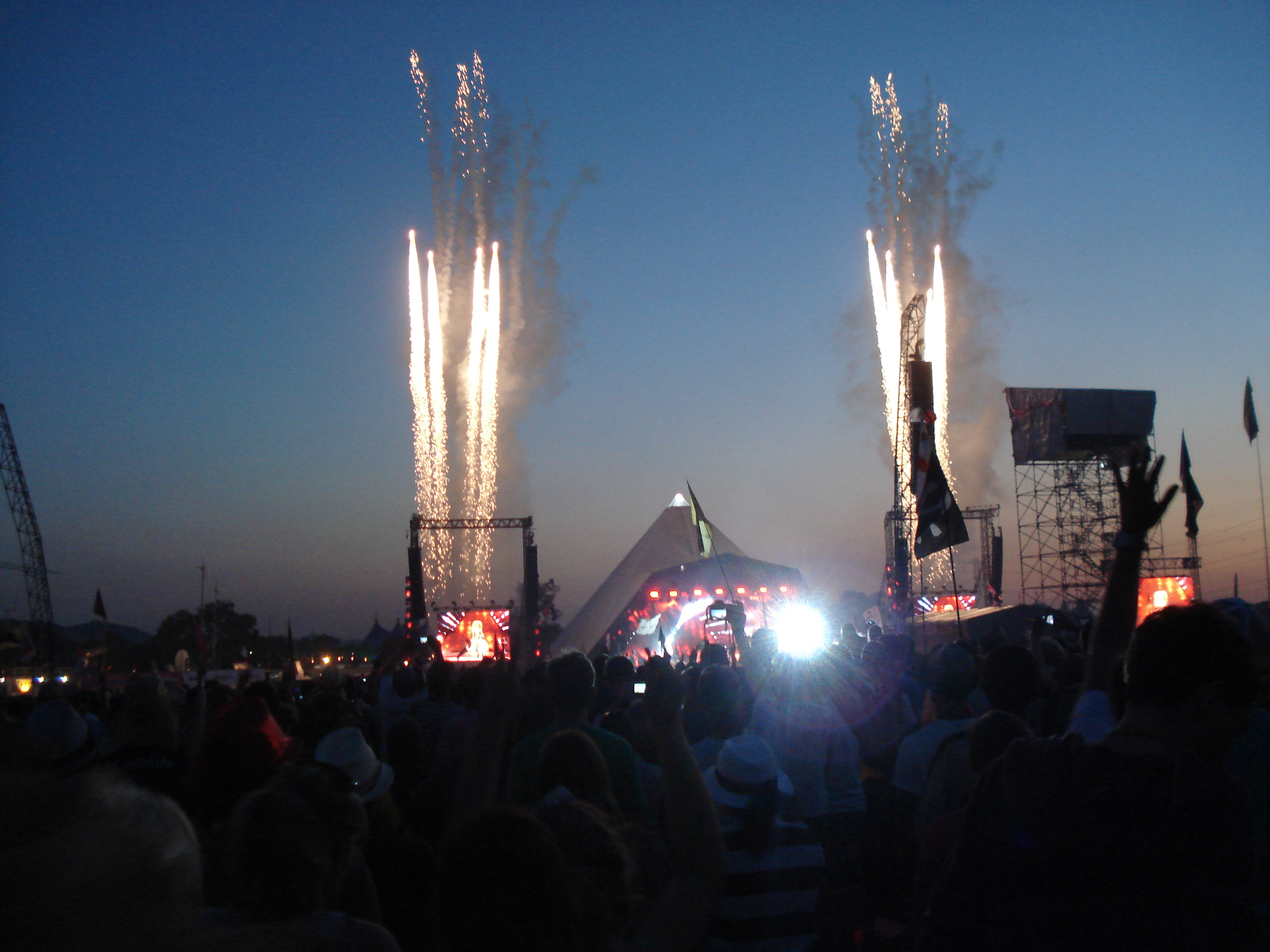
Beyoncé durante el inicio de su presentación en el año 2010.

El Festival de Glastonbury 2010 se llevó a cabo entre el 23 y 28 de junio. En la última noche, Michael Eavis apareció en el escenario principal, con el artista estelar Stevie Wonder, a cantar el coro de Feliz cumpleaños, marcando los 40 años del festival. Entradas salieron a la venta el 4 de octubre de 2009, con el esquema de depósito de £50 presentó en el festival anterior siendo continuado. A diferencia de los dos años anteriores y mucho más en común con los festivales anteriores, las entradas para el festival de 2010 se habían vendido en menos de 24 horas de ser lanzados a la venta. U2 debía de encabezar el Escenario Pirámide, en la noche del viernes en Glastonbury 2010, pero debido a Bono sosteniendo una lesión de espalda se vieron obligados a retirarse. De acuerdo con los medios de comunicación, Bono fue "destripado", incluso habiendo escrito una canción especialmente para el festival. Gorillaz de Damon Albarn fueron traídos para sustituir a U2, y se unieron a Muse y Stevie Wonder para los espacios estelares de sábado y domingo, respectivamente. Sería el segundo acto estelar de Damon Albarn en dos años. Thom Yorke y Jonny Greenwood de Radiohead hicieron una aparición sorpresa con un conjunto de nueve canciones. Shakira en su presentación deleito al público cantando sus éxitos en inglés y español. El clima en el festival fue uno de los mejores de todos, los asistentes al festival disfrutaron de 3 días de mucho sol y mucho calor a altas temperaturas llegando a cerca de 30 grados el domingo, fue el primer festival sin lluvia desde el año 2002 y el más caliente desde que comenzó el festival.

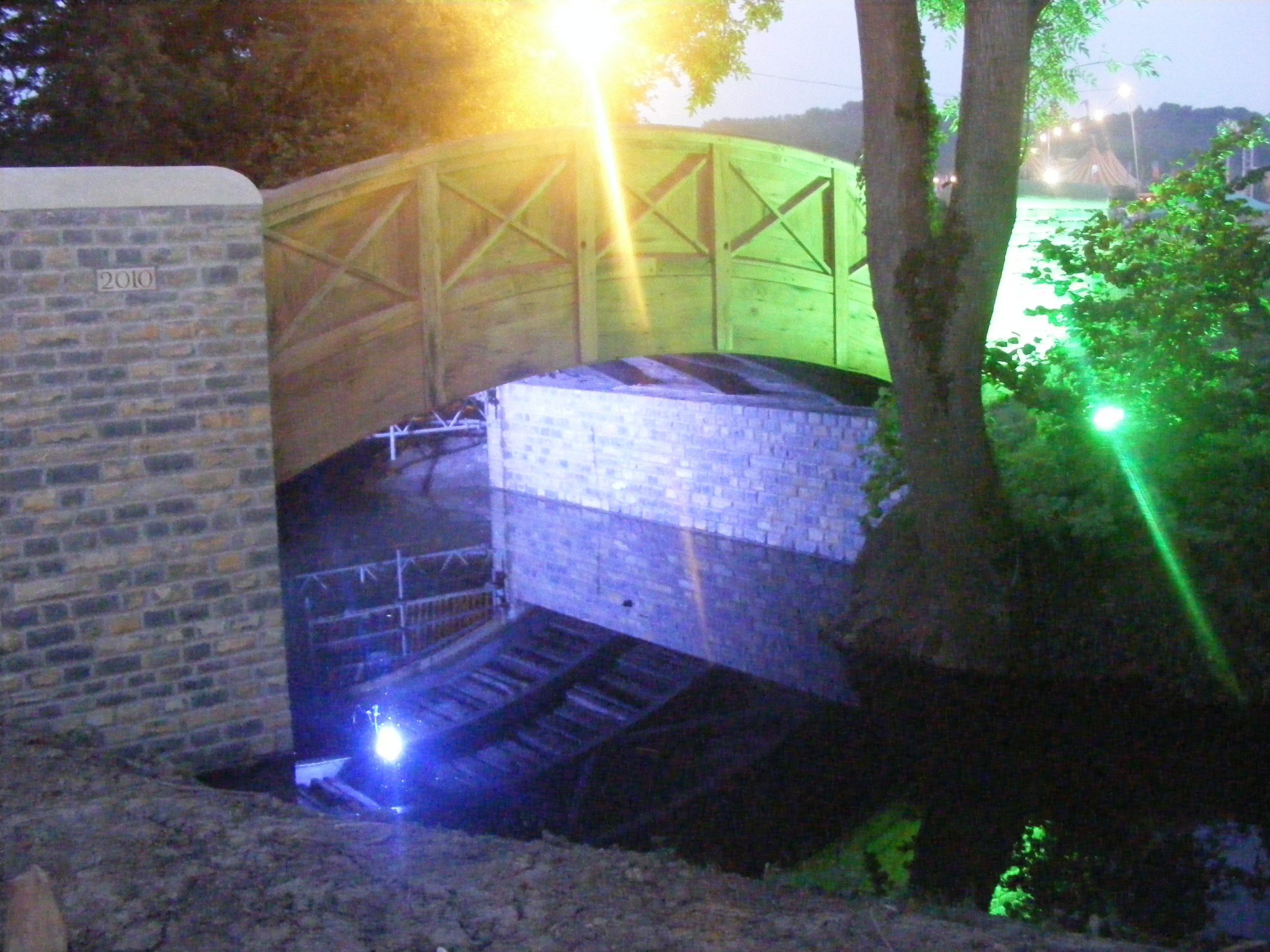
El nuevo puente dedicado a Arabella Churchill, que fue construido en el año 2010.

Durante el año 2010 Michael Eavis recibió una donación de British Waterways de maderas antiguas de esclusas de las Compuertas Caen Hill, en Wiltshire. Esta se utilizó para construir un nuevo puente que se dedicó a la memoria de Arabella Churchill. Al año siguiente más de las compuertas de las esclusas redundantes fueron utilizadas para construir el anfiteatro Campo Pequeño.
El Festival de Glastonbury 2011 se llevó a cabo a partir del miércoles 22 hasta el domingo 26 de junio de 2011. Las entradas se agotaron en 4 horas de salir a la venta el domingo 3 de octubre de 2010. Actos estelares para el año 2011 fueron U2 en la noche del viernes, los británicos de Coldplay el sábado y la estadounidense Beyoncé Knowles el domingo, así como la presentación sorpresa de Radiohead.
El festival no se llevó a cabo en 2012, debido a que los organizadores quisieron un "año de descanso". Michael Eavis citó la escasez probable de baños portátiles y de policía, debido a los Juegos Olímpicos de Londres 2012, como unas de las razones. El registro de entradas para el festival de 2013 se inició en junio de 2011.
En 2016 se presentaron bandas como Coldplay, James (banda), Muse y LCD Soundsystem junto con artistas como Adele, Ellie Goulding, Damon Albarn, entre otros.

### Década de 2020
La pandemia de COVID-19 fue la causa mayor de su cancelación en 2020. Se volvería en 2022, año en el que Paul Mccartney encabezaría la celebración junto a artistas como Noel Gallagher y Kendrick Lamar. La actuación de Mccartney sería reconocida como "fenomenal" y "una de las mejores de la generación" según críticas. Además, Paul rindió homenaje a sus excompañeros de banda (The Beatles), un claro ejemplo de esto es su interpretación de "I've got a feeling" que sería acompañada de un tributo hacia John Lennon.